# Dacnusa alticeps
Dacnusa alticeps är en stekelart som beskrevs av Nixon 1937. Dacnusa alticeps ingår i släktet Dacnusa och familjen bracksteklar. Inga underarter finns listade i Catalogue of Life.